# 古井町
古井町（こびちょう）は、かつて岐阜県加茂郡にあった町である。
現在の美濃加茂市の一部であり、旧太田町とともに美濃加茂市の中心地である 。区画整理で地名が大きく変わっているが、おおよその位置は、美濃太田駅より東から飛騨川の西岸の地域である。現在の地名は、古井町下古井、森山町、川合町、新池町、田島町、本郷町、御門町、島町、野笹町などである。

## 歴史

### 町名の由来
町名は、少なくとも室町時代には存在したとみられる。町名の由来に関しては、「川がつながった場所」を意味するアイヌ語「ペテウコヒ」であるという説や、「古井」が「狭い土地」を意味するという説がある。

### 年表
- 江戸時代末期、この地域は美濃国加茂郡に属し、尾張藩領及び旗本神氏、伏屋氏知行地（上古井村・下古井村）であった。
- 1889年（明治22年）7月1日 - 町村制施行により、上古井村と下古井村の区域をもって加茂郡古井村が成立。
- 1924年（大正13年）12月1日 - 町制施行し、古井町になる。
- 1954年（昭和29年）4月1日 - 太田町、下米田村、伊深村、蜂屋村、山之上村、加茂野村、および三和村の一部（川浦、廿屋）と合併し美濃加茂市が発足。同日古井町廃止。

## 学校
- 古井町立古井小学校（現・美濃加茂市立古井小学校）
- 古井町立古井中学校（1960年に古井中学校・山之上中学校・下米田中学校の3校が統合され、現・美濃加茂市立東中学校）
- 岐阜県立加茂高等学校（岐阜県立加茂農林高等学校）

## 職業補導
- 太田木工芸公共職業補導所（現・岐阜県立国際たくみアカデミー職業能力開発校）

## 交通
- 国鉄高山本線
  - 古井駅 - かつての上古井村の枝郷にある[1]
- 国鉄太多線
  - 美濃川合駅

美濃太田機関区（1932年開設、現美濃太田車両区）は古井町にある。

## 観光など
- 日本ライン
- 古井神社
- こびの天狗山
- 中山道古井一里塚跡
- 太田の渡し跡[2]